# Кэлер, Тайби
Тайби Кэлер (англ. Taibi Kahler, род 30 июня 1943) — американский психолог, автор модели процесса коммуникации.

## Биография
Родился 30 июня 1943 года в Кеванне (Индиана) в семье фермера. Окончил  Университет Пердью. В 1972 защитил диссертацию доктора философии в этом же университете.
С 1976 по 2008 год был президентом компании Kahler Communications associates. Директор Института транзакционного анализа Южной Калифорнии (1975—1976), Заместитель директора Института Halcyon (штат Индиана, 1972—1974), Руководитель кафедры развития ребёнка и семейных отношений (Purdue University, штат Индиана, 1969—1972). Почетный Президент Kahler Communications Inc.

## Научная деятельность
Был консультантом департамента психологии НАСА. Принимал участие в цикле отбора космонавтов. Личный советник президента Клинтона.
Разработал модель процесса общения Process communication model. Начало разработки модели пришлось на конец 70-х годов, когда Тайби Кэлер в тесном сотрудничестве с NASA осуществил огромное количество тестов в рамках программы подготовки полётов человека в космос. Задачей команды Кэлера было выработать методику подбора и оптимальной комплектации высоконадёжных экипажей астронавтов. В частности, прогнозировать поведение астронавтов в состоянии лёгкого и сурового стресса, в критических ситуациях. В рамках этого проекта Тайби Кэлер во главе команды опытных психологов реализовал многочисленные серии исследований, легшие в основу модели. Позднее модель была адаптирована для использования в бизнесе: для тим-билдинга, подбора персонала, коучинга, ведения переговоров, продаж, рекламы и анализа взаимодействия колл-центра в режиме реального времени. Также модель широко используется в сфере психологии: семейной жизни, воспитании детей. В США модель была взята на вооружение политологами, госструктурами и федеральными агентствами.
Развитие в Европе модель получила с 1987 года. На сегодняшний день более 1 100 тыс. человек в мире прошли профилирование по модели.

### Членство в профессиональных организациях
- Член наблюдательного совета Международной ассоциации транзакционного анализа
- Член Американской ассоциации групповой психотерапии
- Пожизненный член Американской Психологической Ассоциации
- Член Американской ассоциации брака и семейной терапии
- Член Калифорнийской ассоциации брака и семейных консультантов
- Почётный член Латиноамериканской Ассоциации транзакционального анализа
- Почётный член Sociedad Internacional де Nueuas Dendas-де-ла Conducta
- Член сообщества Интертел[10]

### Награды и премии
1977 — Международная научная премия Эрика Берна
2006 — Орден славы, "2006 Hall of Fame Award" от сообщества Интертел

## Публикации
- Taibi Kahler Le Grand Livre de la Process Therapie, Publisher: Eyrolles, Paris, France, 2010;
- Taibi Kahler Transactional Analysis Script Profile Guide for the Therapist, Taibi Kahler Associates, Inc., Little Rock, Arkansas, 1997;
- Taibi Kahler Manager en Personne, Publisher: InterEditions. Paris, France, 1989 (1997, 1999, 2001).